# Комитет по стандартам публичной сферы
Комитет по стандартам публичной сферы (англ. Committee on Standards in Public Life) — независимый консультативный орган при правительстве Великобритании. Комитет был учрежден в 1994 г. премьер-министром Джоном Мейджором и является органом, действующим на постоянной основе (англ. standing committee). Комитет известен также под названием Комитет Нолана (англ. Nolan Committee) — по имени своего первого председателя.

## История создания
Своим созданием Комитет обязан громкому публичному скандалу, разразившемуся в 1994 г. 20 октября 1994 года английская газета The Guardian напечатала статью, в которой утверждалось что два члена парламента, а именно Нил Гамильтон (англ. Neil Hamilton) и Тим Смит (англ. Tim Smith), инициировали в Палате общин рассмотрение ряда вопросов в интересах известного бизнесмена Мохамеда Аль-Файеда (англ. Mohamed Al-Fayed).
По подсчетам газеты, речь шла примерно о 22 вопросах; по заявлению Аль-Файеда, за каждый вопрос было заплачено в среднем около 2000 фунтов стерлингов. В соответствии с основным содержанием этих обвинений данный скандал впоследствии получил образное название «деньги-за-вопросы» (англ. cash-for-questions). Тим Смит признал истинность обвинений и получение от бизнесмена 25 000 фунтов стерлингов и незамедлительно оставил свой пост младшего министра по делам Северной Ирландии. Нил Гамильтон, однако, настаивал на ложности обвинений, но под давлением премьер-министра Джона Мейджора также был вынужден покинуть свой пост министра Департамента торговли и промышленности 25 октября 1994 года, через пять дней после появления публикации.
В качестве реакции на возникшее общественное беспокойство в день отставки Гамильтона премьер-министр объявил перед Палатой общин о создании нового органа — Комитета по стандартам публичной сферы — к функциям которого было отнесено исследование состояния публичной сферы Соединенного Королевства и вынесение общих рекомендаций по тем или иным проблемам.

## Компетенция
В соответствии с заявлением премьер-министра, сделанного в Палате общин 25 октября 1994 г., компетенция Комитета включала в себя следующие задачи:

«Исследовать насущные проблемы, касающиеся стандартов поведения всех лиц, занимающих публичные должности, включая соглашения финансового и коммерческого характера, и давать рекомендации в отношении любых изменений в действующих соглашениях, которые могут потребоваться для обеспечения наивысших стандартов должного поведения в публичной сфере.
Для этих целей к лицам, занимающим публичные должности, отнесены: Министры, государственные служащие и советники; члены Парламента и члены Европейского парламента от Соединенного Королевства; члены и старшие должностные лица всех вневедомственных публичных органов и органов национальной службы здравоохранения; внеправительственные должностные лица; члены и старшие должностные лица других органов, выполняющих функции, финансируемые из бюджета; выборные представители и старшие должностные лица местной власти».

Этот круг полномочий был расширен премьер-министром Тони Блэром в 1997 г.:

«Рассматривать вопросы, связанные с финансированием политических партий и давать рекомендации в отношении любых изменений в действующих соглашениях».

Основная функция Комитета, таким образом, консультативная. Так, Комитетом были сформулированы так называемые «Семь принципов публичной жизни» (англ. The Seven Principles of Public Life). В обязанности Комитета не входит расследование конкретных дел и выполнение квазисудебных функций, поэтому в соответствии с классификацией ОЭСР его относят к группе так называемых органов-«советников».

## Организация работы и формы деятельности
Комитет действует на постоянной основе, его члены назначаются на трехлетний срок. Члены Комитета обязаны руководствоваться в своей деятельности положениями соответствующих Правил деятельности (англ. Code of Practice for Members of the Committee on Standards in Public Life). В соответствии с последними члены Комитета несут коллективную ответственность за его работу.
Взаимодействие Комитета и премьер-министра осуществляется главным образом через председателя Комитета, за исключением случаев, когда Комитетом принято решение о том, что отдельный представитель должен действовать от имени Комитета. Тем не менее, любой представитель Комитета имеет право обратиться к премьер-министру напрямую (обычно с согласия остальных членов Комитета).
Члены Комитета в обязательном порядке осуществляют регистрацию интересов, а также устное декларирование интересов при необходимости.
Комитет проводит заседания, а также публичные слушания, запрашивает письменные и устные свидетельства, запрашивает необходимые для работы документы, проводит неформальные встречи с практиками и экспертами. По результатам своих исследований состояния публичной сферы Комитет публикует отчеты, находящиеся в открытом доступе.

## Финансирование
Деятельность Комитета финансируется Секретариатом кабинета министров (англ. Cabinet Office). Ответственность за своевременное поступление денежных средств возложена на бухгалтерию Секретариата. Определенные обязанности по управлению финансовыми потоками возложены на секретаря Комитета.